# Coeloides longquanus
Coeloides longquanus är en stekelart som beskrevs av Wang och Chen 2006. Coeloides longquanus ingår i släktet Coeloides och familjen bracksteklar. Inga underarter finns listade i Catalogue of Life.